# 미즈노
미즈노(일본어: ミズノ株式会社, 영어: Mizuno Corporation)는 1906년 설립된 일본의 기업이며 스포츠 용품을 전문적으로 생산하고 있다.
올림픽 공식 후원사이며 주요 생산품목은 축구용품을 비롯하여 야구 용품, 골프 용품, 런닝화, 수영복 등으로 구성되어 있다.
오사카에 본사를 두고 있으며, 도쿄를 비롯한 각 도시에 지점을 두고 있다. 또한 미국, 독일, 프랑스, 영국, 오스트레일리아, 중국 등 세계 각지에 지점과 대리점을 두고 있다.
100년 이상 된 장수 기업으로서 일본 국내에서의 스포츠 용품의 질적 신뢰도가 높아, 중·고등학교의 부활동에서는 단체로 미즈노 스포츠 용품을 주문제작하기도 한다.
2012년 7월 1일에 한국지사 한국미즈노(MKL-Mizuno Korea Limited)가 설립되었다.

## 스폰서

### 배구

#### 클럽
- 김천하이패스배구단
- 대전인삼공사배구단
- 수원현대건설배구단

#### 선수
- 김연경

### 야구

#### 국가대표팀
- 일본

#### 클럽
- 한화 이글스
- 니혼햄 파이터스
- 한신 타이거즈
- 히로시마 도요카프

#### 선수
- 고영표
- 김광현
- 김병현
- 김상수
- 김선빈
- 김성현
- 김원중
- 나지완
- 안지만
- 윤성환
- 윤희상
- 이민호
- 이범호
- 박해민
- 정우람
- 진해수
- 차우찬
- 최형우
- 한승혁
- 허경민
- 스가노 토모유키
- 이안 데스몬드
- 치퍼 존스
- 크리스 세일
- 빅터 마르티네즈

### 축구

#### 클럽
AFC
- 세레소 오사카 (1993 ~ 2014 / 현재 ~ )
- 부산 아이파크 (2024 ~ 현재)
- 전남 드래곤즈 (2024 ~ 현재)
- 강원 FC (2011 ~ 2012)
- 아산 무궁화 FC (2018 ~ 2019)
- 충남 아산 FC (2020 ~ 2024)

#### 선수
- 페르난도 토레스
- 고요한
- 김신욱
- 오반석
- 이근호
- 손흥민